# MLS Best XI
L'MLS Best XI è un riconoscimento assegnato ogni stagione agli undici miglior giocatori, uno per ruolo, della Major League Soccer.

## Vincitori
Per ogni stagione è indicato in grassetto il giocatore vincitore del premio MVP.
1996
| R. | Giocatore           | Club                 |
| -- | ------------------- | -------------------- |
| P  | Mark Dodd           | Dallas Burn          |
| D  | Leonel Álvarez      | Dallas Burn          |
| D  | John Doyle          | S.J. Earthquakes     |
| D  | Robin Fraser        | LA Galaxy            |
| C  | Mauricio Cienfuegos | LA Galaxy            |
| C  | Roberto Donadoni    | N.Y./N.J. MetroStars |
| C  | Marco Etcheverry    | D.C. United          |
| C  | Preki               | K.C. Wiz             |
| C  | Carlos Valderrama   | Tampa Bay Mutiny     |
| A  | Eduardo Hurtado     | LA Galaxy            |
| A  | Roy Lassiter        | Tampa Bay Mutiny     |

1998
| R. | Giocatore           | Club          |
| -- | ------------------- | ------------- |
| P  | Zach Thornton       | Chicago Fire  |
| D  | Thomas Dooley       | Columbus Crew |
| D  | Robin Fraser        | LA Galaxy     |
| D  | Luboš Kubík         | Chicago Fire  |
| D  | Eddie Pope          | D.C. United   |
| C  | Chris Armas         | Chicago Fire  |
| C  | Mauricio Cienfuegos | LA Galaxy     |
| C  | Marco Etcheverry    | D.C. United   |
| C  | Piotr Nowak         | Chicago Fire  |
| A  | Stern John          | Columbus Crew |
| A  | Cobi Jones          | LA Galaxy     |

2000
| R. | Giocatore         | Club             |
| -- | ----------------- | ---------------- |
| P  | Tony Meola        | K.C. Wizards     |
| D  | Robin Fraser      | LA Galaxy        |
| D  | Greg Vanney       | LA Galaxy        |
| D  | Peter Vermes      | K.C. Wizards     |
| C  | Chris Armas       | Chicago Fire     |
| C  | Piotr Nowak       | Chicago Fire     |
| C  | Steve Ralston     | Tampa Bay Mutiny |
| C  | Hristo Stoichkov  | Chicago Fire     |
| C  | Carlos Valderrama | Tampa Bay Mutiny |
| A  | Mamadou Diallo    | Tampa Bay Mutiny |
| A  | Clint Mathis      | MetroStars       |

2002
| R. | Giocatore        | Club             |
| -- | ---------------- | ---------------- |
| P  | Tim Howard       | MetroStars       |
| D  | Wade Barrett     | S.J. Earthquakes |
| D  | Carlos Bocanegra | Chicago Fire     |
| D  | Alexi Lalas      | LA Galaxy        |
| C  | Mark Chung       | Colorado Rapids  |
| C  | Ronnie Ekelund   | S.J. Earthquakes |
| C  | Óscar Pareja     | FC Dallas        |
| C  | Steve Ralston    | N.E. Revolution  |
| A  | Jeff Cunningham  | Columbus Crew    |
| A  | Carlos Ruiz      | LA Galaxy        |
| A  | Taylor Twellman  | N.E. Revolution  |

2004
| R. | Giocatore      | Club             |
| -- | -------------- | ---------------- |
| P  | Joe Cannon     | Colorado Rapids  |
| D  | Jimmy Conrad   | K.C. Wizards     |
| D  | Robin Fraser   | Columbus Crew    |
| D  | Ryan Nelsen    | D.C. United      |
| D  | Eddie Pope     | MetroStars       |
| C  | Eddie Gaven    | MetroStars       |
| C  | Amado Guevara  | MetroStars       |
| C  | Ronnie O'Brien | FC Dallas        |
| C  | Kerry Zavagnin | K.C. Wizards     |
| A  | Brian Ching    | S.J. Earthquakes |
| A  | Jaime Moreno   | D.C. United      |

2006
| R. | Giocatore         | Club            |
| -- | ----------------- | --------------- |
| P  | Troy Perkins      | D.C. United     |
| D  | Bobby Boswell     | D.C. United     |
| D  | Jose Burciaga Jr. | K.C. Wizards    |
| D  | Jimmy Conrad      | K.C. Wizards    |
| C  | Ricardo Clark     | Houston Dynamo  |
| C  | Clint Dempsey     | N.E. Revolution |
| C  | Dwayne De Rosario | Houston Dynamo  |
| C  | Christian Gómez   | D.C. United     |
| C  | Justin Mapp       | Chicago Fire    |
| A  | Jeff Cunningham   | Real Salt Lake  |
| A  | Jaime Moreno      | D.C. United     |

2008
| R. | Giocatore              | Club            |
| -- | ---------------------- | --------------- |
| P  | Jon Busch              | Chicago Fire    |
| D  | Jimmy Conrad           | K.C. Wizards    |
| D  | Bakary Soumaré         | Chicago Fire    |
| D  | Chad Marshall          | Columbus Crew   |
| C  | Guillermo B. Schelotto | Columbus Crew   |
| C  | Sacha Kljestan         | Chivas USA      |
| C  | Robbie Rogers          | Columbus Crew   |
| C  | Shalrie Joseph         | N.E. Revolution |
| C  | Cuauhtémoc Blanco      | Chicago Fire    |
| A  | Landon Donovan         | LA Galaxy       |
| A  | Kenny Cooper           | FC Dallas       |

2010
| R. | Giocatore         | Club               |
| -- | ----------------- | ------------------ |
| P  | Donovan Ricketts  | LA Galaxy          |
| D  | Nat Borchers      | Real Salt Lake     |
| D  | Omar Gonzalez     | LA Galaxy          |
| D  | Jámison Olave     | Real Salt Lake     |
| C  | Javier Morales    | Real Salt Lake     |
| C  | Sébastien Le Toux | Philadelphia Union |
| C  | Landon Donovan    | LA Galaxy          |
| C  | Dwayne De Rosario | Toronto FC         |
| C  | David Ferreira    | FC Dallas          |
| A  | Edson Buddle      | LA Galaxy          |
| A  | Chris Wondolowski | S.J. Earthquakes   |

2012
| R. | Giocatore         | Club             |
| -- | ----------------- | ---------------- |
| P  | Jimmy Nielsen     | Sporting K.C.    |
| D  | Víctor Bernárdez  | S.J. Earthquakes |
| D  | Matt Besler       | Sporting K.C.    |
| D  | Aurélien Collin   | Sporting K.C.    |
| C  | Osvaldo Alonso    | Seattle Sounders |
| C  | Landon Donovan    | LA Galaxy        |
| C  | Chris Pontius     | D.C. United      |
| C  | Graham Zusi       | Sporting K.C.    |
| A  | Thierry Henry     | N.Y. Red Bulls   |
| A  | Robbie Keane      | LA Galaxy        |
| A  | Chris Wondolowski | S.J. Earthquakes |

2014
| R. | Giocatore               | Club             |
| -- | ----------------------- | ---------------- |
| P  | Bill Hamid              | D.C. United      |
| D  | Bobby Boswell           | D.C. United      |
| D  | Omar Gonzalez           | LA Galaxy        |
| D  | Chad Marshall           | Seattle Sounders |
| C  | Landon Donovan          | LA Galaxy        |
| C  | Thierry Henry           | N.Y. Red Bulls   |
| C  | Diego Valeri            | Portland Timbers |
| C  | Lee Nguyen              | N.E. Revolution  |
| A  | Obafemi Martins         | Seattle Sounders |
| A  | Robbie Keane            | LA Galaxy        |
| A  | Bradley Wright-Phillips | N.Y. Red Bulls   |

2016
| R. | Giocatore               | Club               |
| -- | ----------------------- | ------------------ |
| P  | Andre Blake             | Philadelphia Union |
| D  | Axel Sjöberg            | Colorado Rapids    |
| D  | Matt Hedges             | FC Dallas          |
| D  | Jelle Van Damme         | LA Galaxy          |
| C  | Mauro Díaz              | FC Dallas          |
| C  | Giovani dos Santos      | LA Galaxy          |
| C  | Sacha Kljestan          | N.Y. Red Bulls     |
| C  | Ignacio Piatti          | Montréal Impact    |
| A  | Sebastian Giovinco      | Toronto FC         |
| A  | Bradley Wright-Phillips | N.Y. Red Bulls     |
| A  | David Villa             | New York City      |

2018
| R. | Giocatore          | Club             |
| -- | ------------------ | ---------------- |
| P  | Zack Steffen       | Columbus Crew    |
| D  | Kemar Lawrence     | N.Y. Red Bulls   |
| D  | Aaron Long         | N.Y. Red Bulls   |
| D  | Chad Marshall      | Seattle Sounders |
| C  | Miguel Almirón     | Atlanta United   |
| C  | Ignacio Piatti     | Montréal Impact  |
| C  | Carlos Vela        | Los Angeles FC   |
| C  | Luciano Acosta     | D.C. United      |
| A  | Zlatan Ibrahimović | LA Galaxy        |
| A  | Wayne Rooney       | D.C. United      |
| A  | Josef Martínez     | Atlanta United   |

2020
| R. | Giocatore         | Club               |
| -- | ----------------- | ------------------ |
| P  | Andre Blake       | Philadelphia Union |
| D  | Mark McKenzie     | Philadelphia Union |
| D  | Walker Zimmerman  | Nashville          |
| D  | Jonathan Mensah   | Columbus Crew      |
| C  | Brenden Aaronson  | Philadelphia Union |
| C  | Alejandro Pozuelo | Toronto FC         |
| C  | Diego Chará       | Portland Timbers   |
| C  | Nicolás Lodeiro   | Seattle Sounders   |
| A  | Raúl Ruidíaz      | Seattle Sounders   |
| A  | Diego Rossi       | Los Angeles FC     |
| A  | Jordan Morris     | Seattle Sounders   |

2022
| R. | Giocatore         | Club               |
| -- | ----------------- | ------------------ |
| P  | Andre Blake       | Philadelphia Union |
| D  | Kai Wagner        | Philadelphia Union |
| D  | Walker Zimmerman  | Nashville          |
| D  | Jakob Glesnes     | Philadelphia Union |
| C  | Luciano Acosta    | FC Cincinnati      |
| C  | Sebastián Driussi | Austin FC          |
| C  | Hany Mukhtar      | Nashville          |
| C  | Dániel Gazdag     | Philadelphia Union |
| A  | Brandon Vázquez   | FC Cincinnati      |
| A  | Carlos Vela       | Los Angeles FC     |
| A  | Jesús Ferreira    | FC Dallas          |

2024
| R. | Giocatore         | Club             |
| -- | ----------------- | ---------------- |
| P  | Kristijan Kahlina | Charlotte FC     |
| D  | Jordi Alba        | Inter Miami      |
| D  | Steven Moreira    | Columbus Crew    |
| D  | Yeimar Gómez      | Seattle Sounders |
| C  | Luciano Acosta    | FC Cincinnati    |
| C  | Evander           | Seattle Sounders |
| C  | Riqui Puig        | LA Galaxy        |
| A  | Cucho             | Columbus Crew    |
| A  | Denis Bouanga     | Los Angeles FC   |
| A  | Lionel Messi      | Inter Miami      |
| A  | Christian Benteke | D.C. United      |

1997
| R. | Giocatore         | Club             |
| -- | ----------------- | ---------------- |
| P  | Brad Friedel      | Columbus Crew    |
| D  | Jeff Agoos        | D.C. United      |
| D  | Thomas Dooley     | Columbus Crew    |
| D  | Richard Gough     | K.C. Wizards     |
| D  | Eddie Pope        | D.C. United      |
| C  | Mark Chung        | K.C. Wizards     |
| C  | Marco Etcheverry  | D.C. United      |
| C  | Preki             | Sporting K.C.    |
| C  | Carlos Valderrama | Tampa Bay Mutiny |
| A  | Ronald Cerritos   | S.J. Earthquakes |
| A  | Jaime Moreno      | D.C. United      |

1999
| R. | Giocatore           | Club             |
| -- | ------------------- | ---------------- |
| P  | Kevin Hartman       | LA Galaxy        |
| D  | Jeff Agoos          | D.C. United      |
| D  | Robin Fraser        | LA Galaxy        |
| D  | Luboš Kubík         | Chicago Fire     |
| C  | Chris Armas         | Chicago Fire     |
| C  | Mauricio Cienfuegos | LA Galaxy        |
| C  | Marco Etcheverry    | D.C. United      |
| C  | Eddie Lewis         | S.J. Earthquakes |
| C  | Steve Ralston       | Tampa Bay Mutiny |
| A  | Jason Kreis         | FC Dallas        |
| A  | Jaime Moreno        | D.C. United      |

2001
| R. | Giocatore          | Club             |
| -- | ------------------ | ---------------- |
| P  | Tim Howard         | MetroStars       |
| D  | Jeff Agoos         | S.J. Earthquakes |
| D  | Carlos Llamosa     | Miami Fusion     |
| D  | Pablo Mastroeni    | Miami Fusion     |
| D  | Greg Vanney        | LA Galaxy        |
| C  | Chris Armas        | Chicago Fire     |
| C  | Piotr Nowak        | Chicago Fire     |
| C  | Preki              | Miami Fusion     |
| A  | Álex Pineda Chacón | Miami Fusion     |
| A  | Diego Serna        | Miami Fusion     |
| A  | John Spencer       | Colorado Rapids  |

2003
| R. | Giocatore        | Club             |
| -- | ---------------- | ---------------- |
| P  | Pat Onstad       | S.J. Earthquakes |
| D  | Carlos Bocanegra | Chicago Fire     |
| D  | Ryan Nelsen      | D.C. United      |
| D  | Eddie Pope       | MetroStars       |
| C  | Chris Armas      | Chicago Fire     |
| C  | DaMarcus Beasley | Chicago Fire     |
| C  | Mark Chung       | Colorado Rapids  |
| C  | Landon Donovan   | S.J. Earthquakes |
| C  | Preki            | K.C. Wizards     |
| A  | John Spencer     | Colorado Rapids  |
| A  | Ante Razov       | Chicago Fire     |

2005
| R. | Giocatore         | Club             |
| -- | ----------------- | ---------------- |
| P  | Pat Onstad        | S.J. Earthquakes |
| D  | Chris Albright    | LA Galaxy        |
| D  | Danny Califf      | S.J. Earthquakes |
| D  | Jimmy Conrad      | K.C. Wizards     |
| C  | Clint Dempsey     | N.E. Revolution  |
| C  | Dwayne De Rosario | S.J. Earthquakes |
| C  | Christian Gómez   | D.C. United      |
| C  | Shalrie Joseph    | N.E. Revolution  |
| C  | Ronnie O'Brien    | FC Dallas        |
| A  | Jaime Moreno      | D.C. United      |
| A  | Taylor Twellman   | N.E. Revolution  |

2007
| R. | Giocatore              | Club            |
| -- | ---------------------- | --------------- |
| P  | Brad Guzan             | Chivas USA      |
| D  | Jonathan Bornstein     | Chivas USA      |
| D  | Michael Parkhurst      | N.E. Revolution |
| D  | Eddie Robinson         | Houston Dynamo  |
| C  | Guillermo B. Schelotto | Columbus Crew   |
| C  | Dwayne De Rosario      | Houston Dynamo  |
| C  | Christian Gómez        | D.C. United     |
| C  | Shalrie Joseph         | N.E. Revolution |
| C  | Ben Olsen              | D.C. United     |
| A  | Juan Pablo Angel       | N.Y. Red Bulls  |
| A  | Luciano Emilio         | D.C. United     |

2009
| R. | Giocatore         | Club             |
| -- | ----------------- | ---------------- |
| P  | Zach Thornton     | Chivas USA       |
| D  | Geoff Cameron     | Houston Dynamo   |
| D  | Wilman Conde      | Chicago Fire     |
| D  | Chad Marshall     | Columbus Crew    |
| C  | Shalrie Joseph    | N.E. Revolution  |
| C  | Landon Donovan    | LA Galaxy        |
| C  | Stuart Holden     | Houston Dynamo   |
| C  | Fredrik Ljungberg | Seattle Sounders |
| C  | Dwayne De Rosario | Toronto FC       |
| A  | Conor Casey       | Colorado Rapids  |
| A  | Jeff Cunningham   | FC Dallas        |

2011
| R. | Giocatore         | Club             |
| -- | ----------------- | ---------------- |
| P  | Kasey Keller      | Seattle Sounders |
| D  | Todd Dunivant     | LA Galaxy        |
| D  | Omar Gonzalez     | LA Galaxy        |
| D  | Jámison Olave     | Real Salt Lake   |
| C  | David Beckham     | LA Galaxy        |
| C  | Brad Davis        | Houston Dynamo   |
| C  | Dwayne De Rosario | D.C. United      |
| C  | Landon Donovan    | LA Galaxy        |
| C  | Brek Shea         | FC Dallas        |
| A  | Thierry Henry     | N.Y. Red Bulls   |
| A  | Chris Wondolowski | S.J. Earthquakes |

2013
| R. | Giocatore        | Club             |
| -- | ---------------- | ---------------- |
| P  | Donovan Ricketts | Portland Timbers |
| D  | Matt Besler      | Sporting K.C.    |
| D  | José Gonçalves   | N.E. Revolution  |
| D  | Omar Gonzalez    | LA Galaxy        |
| C  | Tim Cahill       | N.Y. Red Bulls   |
| C  | Will Johnson     | Portland Timbers |
| C  | Diego Valeri     | Portland Timbers |
| C  | Graham Zusi      | Sporting K.C.    |
| A  | Marco Di Vaio    | Montréal Impact  |
| A  | Robbie Keane     | LA Galaxy        |
| A  | Mike Magee       | Chicago Fire     |

2015
| R. | Giocatore          | Club                |
| -- | ------------------ | ------------------- |
| P  | Luis Robles        | N.Y. Red Bulls      |
| D  | Laurent Ciman      | Montréal Impact     |
| D  | Matt Hedges        | FC Dallas           |
| D  | Kendall Waston     | Vancouver Whitecaps |
| C  | Ethan Finlay       | Columbus Crew       |
| C  | Dax McCarty        | N.Y. Red Bulls      |
| C  | Benny Feilhaber    | Sporting K.C.       |
| C  | Fabián Castillo    | FC Dallas           |
| A  | Sebastian Giovinco | Toronto FC          |
| A  | Kei Kamara         | Columbus Crew       |
| A  | Robbie Keane       | LA Galaxy           |

2017
| R. | Giocatore          | Club                |
| -- | ------------------ | ------------------- |
| P  | Tim Melia          | Sporting K.C.       |
| D  | Justin Morrow      | Toronto FC          |
| D  | Ike Opara          | Sporting K.C.       |
| D  | Kendall Waston     | Vancouver Whitecaps |
| C  | Miguel Almirón     | Atlanta United      |
| C  | Diego Valeri       | Portland Timbers    |
| C  | Víctor Vázquez     | Toronto FC          |
| C  | Sebastian Giovinco | Toronto FC          |
| A  | David Villa        | New York City       |
| A  | Nemanja Nikolić    | Chicago Fire        |
| A  | Josef Martínez     | Atlanta United      |

2019
| R. | Giocatore          | Club            |
| -- | ------------------ | --------------- |
| P  | Vito Mannone       | Minnesota Utd   |
| D  | Walker Zimmerman   | Los Angeles FC  |
| D  | Ike Opara          | Minnesota Utd   |
| D  | Miles Robinson     | Atlanta United  |
| C  | Maxi Morález       | New York City   |
| C  | Eduard Atuesta     | Los Angeles FC  |
| C  | Alejandro Pozuelo  | Toronto FC      |
| A  | Carlos Vela        | Los Angeles FC  |
| A  | Zlatan Ibrahimović | LA Galaxy       |
| A  | Carles Gil         | N.E. Revolution |
| A  | Josef Martínez     | Atlanta United  |

2021
| R. | Giocatore            | Club             |
| -- | -------------------- | ---------------- |
| P  | Matt Turner          | N.E. Revolution  |
| D  | Walker Zimmerman     | Nashville        |
| D  | Yeimar Gómez         | Seattle Sounders |
| D  | Miles Robinson       | Atlanta United   |
| C  | João Paulo           | Seattle Sounders |
| C  | Hany Mukhtar         | Nashville        |
| C  | Tajon Buchanan       | N.E. Revolution  |
| A  | Raúl Ruidíaz         | Seattle Sounders |
| A  | Gustavo Bou          | N.E. Revolution  |
| A  | Carles Gil           | N.E. Revolution  |
| A  | Valentín Castellanos | New York City    |

2023
| R. | Giocatore           | Club           |
| -- | ------------------- | -------------- |
| P  | Roman Bürki         | St. Louis City |
| D  | Walker Zimmerman    | Nashville      |
| D  | Matt Miazga         | FC Cincinnati  |
| D  | Tim Parker          | St. Louis City |
| C  | Luciano Acosta      | FC Cincinnati  |
| C  | Héctor Herrera      | Houston Dynamo |
| C  | Thiago Almada       | Atlanta United |
| A  | Hany Mukhtar        | Nashville      |
| A  | Cucho               | Columbus Crew  |
| A  | Denis Bouanga       | Los Angeles FC |
| A  | Giōrgos Giakoumakīs | Atlanta United |

## All-time Best XI

### Best XI 1995-2005
Nel 2005, come parte delle celebrazioni per il suo decimo anniversario, la Major League Soccer nominò l'All-Time Best XI, una selezione degli undici giocatori migliori della storia del campionato del primo decennio. I vincitori furono scelti tramite una votazione composita che includeva voti raccolti on-line sul sito ufficiale della lega, voti espressi dai mezzi di comunicazione, voti espressi dagli allenatori e dai dirigenti della MLS.
La squadra dell'All-Time Best XI fu scelta attingendo ad una rosa di settantotto componenti formata da giocatori precedentemente inseriti nella selezione annuale dei Best XI o convocati per almeno tre All-Star Games sin dalla stagione inaugurale del 1996.
| Portiere   | Difensori                            | Centrocampisti                                                      | Attaccanti                 |
| ---------- | ------------------------------------ | ------------------------------------------------------------------- | -------------------------- |
| Tony Meola | Jeff Agoos Marcelo Balboa Eddie Pope | Landon Donovan Marco Etcheverry Piotr Nowak Preki Carlos Valderrama | Brian McBride Jaime Moreno |

### Best XI 2010-2019
Di seguito la Best XI degli anni 2010.
| Portiere    | Difensori                                                   | Centrocampisti                          | Attaccanti                                        |
| ----------- | ----------------------------------------------------------- | --------------------------------------- | ------------------------------------------------- |
| Stefan Frei | Justin Morrow Chad Marshall Omar Gonzalez Steven Beitashour | Diego Chará Osvaldo Alonso Diego Valeri | Robbie Keane Chris Wondolowski Sebastian Giovinco |